# Katharina Scheven

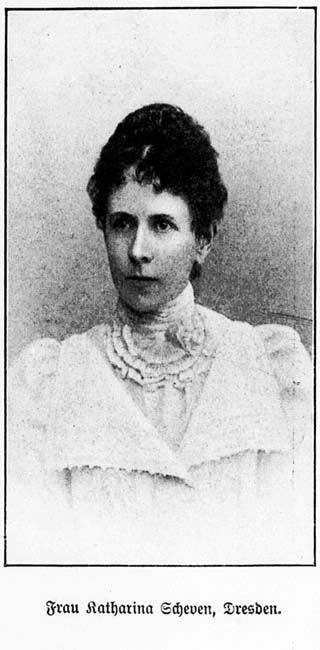
Katharina Scheven

Katharina Elisabeth Scheven (* 19. September 1861 in Zittau; † 6. August 1922 in Dresden; gebürtig Katharina Bauch) war eine der ersten weiblichen Stadtverordneten in Dresden.

## Leben
Bereits 1902 gründete sie den Dresdner Zweigverein der Internationalen Abolitionistischen Föderation (zur Abschaffung der staatlich kontrollierten Prostitution). 1902 sprach sie zusammen mit Anna Pappritz in Brüssel zum Congres de Prophylaxie sanitaire et morale. Im gleichen Jahr trug sie dem Dresdner Stadtverordnetenkollegium eine Petition des Verbandes Fortschrittlicher Frauenvereine bezüglich der Errichtung einer städtischen Oberrealschule für Mädchen oder der Zulassung von Mädchen zu den höheren Knabenschulen vor. Im Jahr 1904 wurde sie Mitbegründerin und erste Vorsitzende des deutschen Zweiges der Internationalen Abolitionistischen Föderation. Im gleichen Jahr organisierte sie den ersten Kongress der Internationalen Föderation in Dresden.
1909 war Scheven unter den ersten Studentinnen in Dresden; sie besuchte Vorlesungen bei Georg Treu und Cornelius Gurlitt an der Technischen Hochschule Dresden. 1919 wurde sie Mitglied des erweiterten Bundesvorstandes des Bundes Deutscher Frauenvereine sowie des Vereins Frauenbildung-Frauenstudium. Außerdem war sie im Stadtbund Dresdner Frauenvereine tätig.
Scheven war Mitglied der Deutschen Volkspartei (DVP) und von 1919 bis 1922 Stadtverordnete in Dresden.
Ihr Grab befindet sich auf dem Johannisfriedhof in Dresden.
Scheven war verheiratet mit dem Volkswirt Paul Scheven, dem sogenannten „Dresdner Bettelmönch“, der ebenfalls ein bedeutender Sozialpolitiker war.

## Ehrung
In Dresden trägt die Schevenstraße ihren Namen.